# La Corominola (la Vall d'en Bas)
La Corominola és una obra de la Vall d'en Bas (Garrotxa) protegida com a bé cultural d'interès local.
És una antiga casa pairal de planta baixa i dues plantes pis. El conjunt es completa amb magatzems per a ús agrícola.